# LaQuan Williams
LaQuan Williams (Baltimora, 27 giugno 1988) è un ex giocatore di football americano statunitense che ha militato nel ruolo di wide receiver nella National Football League (NFL). Dopo non essere stato scelto nel Draft NFL 2011 firmò coi Ravens. Al college ha giocato a football all'Università del Maryland.

## Carriera professionistica

### Baltimore Ravens
Williams non fu scelto nel corso del Draft 2011 ma firmò in qualità di free agent coi Baltimore Ravens. Nella sua stagione da rookie fu spesso infortunato ma disputò 12 partite, nessuna delle quali come titolare, ricevendo 46 yard distribuite su 4 passaggi, due dei quali per degli importanti primi down contro i rivali storici dei Ravens, i Pittsburgh Steelers.

## Palmarès
- Super Bowl : 1

Baltimore Ravens: Super Bowl XLVII
- American Football Conference Championship: 1

Baltimore Ravens: 2012

## Statistiche
| Partite totali             | 12 |
| Partite totali da titolare | 0  |
| Yard su ricezione          | 46 |
| Touchdown su ricezione     | 0  |